# Route nationale 674
Die Route nationale 674, kurz N 674 oder RN 674, war eine französische Nationalstraße, die von 1933 bis 1973 zwischen Angoulême und einer Straßenkreuzung mit der ehemaligen Nationalstraße 10bis nördlich von Libourne verlief. Ihre Länge betrug 87,5 Kilometer.